# Прогон хришћана у Совјетском Савезу
Током историје Совјетског Савеза (1917–1991), било је периода када су совјетске власти брутално потискивале и прогањале различите облике хришћанства у различитој мери у зависности од државних и партијских интереса. Совјетска марксистичко-лењинистичка политика доследно се залагала за контролу, потискивање и на крају, елиминацију верских уверења, и активно је подстицала пропагирање марксистичко-лењинистичког атеизма у Совјетском Савезу , иако, већина религија никада није била званично забрањена.
Држава се залагала за уништење религије, а да би тај циљ постигла, званично је прогласила верска уверења сујеверним и назадним. Комунистичка партија је уништавала цркве, синагоге и џамије, исмевала, малтретирала, затварала и погубила верске вође, преплавила школе и медије антирелигијским учењима и увела систем веровања назван „научни атеизам“ Према неким изворима, укупан број хришћанских жртава под совјетским режимом се процењује на око 12 до 20 милиона . Најмање 106.300 руских свештеника је погубљено између 1937. и 1941. године . Верска уверења и обичаји су упркос томе опстали међу већином становништва, не само у домаћој и приватној сфери, већ и у раштрканим јавним просторима којима је држава дозволила постојање која је препознала свој неуспех да искорени религију и политичке опасности од немилосрдни културни рат.

### Званични совјетски став
Совјетски режим је имао привидну посвећеност потпуном уништењу верских институција и идеја . Комунистичка идеологија није могла коегзистирати са континуираним утицајем религије чак ни као независна институционална целина, па је „Лењин захтевао да комунистичка пропаганда мора да користи борбеност и непомирљивост према свим облицима идеализма и религије“, а то је названо „милитантним атеизмом“. „Милитантно“ је значило бескомпромисан однос према религији и настојање да се верници придобију за владајућу идеологију. Милитантни атеизам је постао централни део идеологије Комунистичке партије Совјетског Савеза и политика високог приоритета свих совјетских лидера. Сматрало се да су убеђени атеисти политички оштроумнији и врлији чланови .
Држава је успоставила атеизам као једину научну истину . Совјетске власти су забраниле критику 1936. године атеизма и агностицизма или антирелигијске политике државе; такве критике би могле довести до принудног пензионисања.
Совјетски закон никада није званично забрањивао верске ставове, а различити совјетски устави су увек гарантовали право на веровање. Међутим, пошто су марксистичка идеологија коју су тумачили Лењин и његови наследници сматрали религију препреком изградњи комунистичког друштва, укидање свих религија постало је суштински важан идеолошки циљ. совјетске државе. Званични прогон вере одвијао се кроз многе законске мере које су биле осмишљене да ометају обављање верских активности, кроз велики обим антирелигијске пропаганде и образовања. У пракси је држава такође настојала да контролише рад верских тела и да се меша у њихове унутрашње ствари, са крајњим циљем да их укине. У том циљу држава је настојала да контролише активности вођа различитих верских заједница .
Комунистичка партија је често одбацивала принцип да се сви верски верници третирају као јавни непријатељи, делимично из прагматичних разлога, а делом на основу свог уверења да велики број верника укључивао многе лојалне совјетске грађане које су власти настојале да убеде да постану атеисти уместо да их директно нападну.
Верници, најчешће хришћани, су се увек налазили подвргнути антирелигијској пропаганди и законима који су ограничавали њихову верску праксу. Често су трпели ограничења у совјетском друштву. Међутим, ретко када их је совјетска држава званично подвргла хапшењу, затварању или ликвидацији само зато што су се придржавали својих верских уверења. Уместо тога, методе прогона представљале су реакцију на перцепцију (стварну или замишљену) њиховог отпора широј кампањи државе против религије .

### Антирелигијска тактика
Тактике су се мењале током година и постајале су умереније или оштрије у различитим временима. Неке уобичајене тактике укључивале су конфискацију црквене имовине, исмевање вере, узнемиравање верника и пропагирање атеизма у школама. Акције против одређених религија, међутим, биле су одређене државним интересима, а већина организованих религија никада није била забрањена.
Неке акције против православних свештеника и верника укључивале су мучење, погубљења или слање у логоре, и душевне болнице . Многи православци (заједно са народима других вера) су такође били подвргнути психолошком кажњавању или мучењу и експериментисању контроле ума како би били приморани да одустану од својих верских убеђења (видети Казнена психијатрија у Совјетском Савезу) . Током првих пет година совјетске власти, бољшевици су погубили 28 руских православних епископа и преко 1.200 руских православних свештеника. У много већем броју су били затворени или прогнани .
У Совјетском Савезу, поред систематског затварања и уништавања цркава, добротворни и друштвени рад који су раније обављале црквене власти преузела је држава. Као и сва приватна имовина, црквена имовина је конфискована и стављена у јавну употребу. Неколико богомоља које су још увек биле остављене Цркви, законски су сматране државном имовином коју је влада дозволила цркви да користи.
У периоду након Другог светског рата, хришћани протестанти у Совјетском Савезу (баптисти, пентекосталци, адвентисти итд.) били су присилно слани у душевне болнице, или су суђени и затварани (често због одбијања да ступе у војну службу). Некима су насилно одузета родитељска права.

### Антирелигијска кампања 1917–1921
У августу 1917. године, после слома царске владе, сабор Руске православне цркве поново је успоставио патријаршију и изабрао митрополита Тихона за патријарха .
У новембру 1917. године, у року од неколико недеља након револуције, основан је Народни комесаријат за просвету, који је месец дана касније створио Сверуски савез учитеља-интернационалиста ради уклањања верске наставе из школских програма. У циљу интензивирања антирелигијске пропаганде у школском систему, новембра 1920. године основана је Главна управа за политичко просвећивање (Главполитпросвет).
Лењинов декрет о раздвајању цркве од државе почетком 1918. лишио је некадашњу званичну цркву статуса правног лица, права на власништво над имовином или на предавање веронауке у државним и приватним школама или било којој групи малолетника. Уредбом су укинуте привилегије цркве и тиме прекинут савез између цркве и државе. Свештенство је отворено напало декрет. Руководство Цркве упутило је посебан апел верницима да не спроводе уредбу .
Осим тога, Уредбом „О одвајању цркве од државе и школе од цркве“ утврђен је и однос школе и цркве. „Школа ће бити одвојена од цркве“, наводи се у Уредби. „Настава верских наука у свим државним и јавним, као и приватним образовним установама у којима се предају општи предмети неће бити дозвољена. Грађани могу предавати и проучавати веронауку приватно.“
Московски патријарх Тихон је екскомуницирао совјетско руководство 19. јануара 1918. (по јулијанском календару), због спровођења ове кампање. За одмазду режим је ухапсио и убио десетине епископа, хиљаде нижег свештенства и монаштва и мноштво лаика. Заплена црквене имовине у наредних неколико година била би обележена бруталним походом насилног терора.
Током грађанског рата у Русији, многи свештеници су убијени. Неки су умрли као резултат спонтаног насиља у ратном вакууму, а неке су погубиле службе државне безбедности због подршке Белој армији. Црква је тврдила да су током Револуције убијена 322 епископа и свештеника . Између јуна 1918. и јануара 1919. године, званични црквени документи су тврдиле да је један митрополит, осамнаест епископа, сто два свештеника, сто педесет четири ђакона и деведесет - четири монаха/монахиње убијени (лаици нису забележени) . Процена од 330 убијених свештенства и монаштва до 1921. године можда је била потцењена, због чињенице да је у овом периоду ликвидирано 579 манастира и да је било масовних погубљења монаха/монахиња током ових ликвидација .
Многи делови Руске православне цркве подржавали су антисовјетске режиме као што су Колчаков и Деникинов током грађанског рата. Године 1918, епископ Уфе је држао антибољшевичке говоре. 1918. Архиепископ јекатеринбуршки је организовао протестне демонстрације када је сазнао за погубљење породице Романов у јулу 1918. и одржао прославу победе када је адмирал Колчак заузео град у фебруару 1919. У децембру 1918. свештеник Георгиј Шавелски се придружио пропагандној агенцији Беле владе на југу .
Ово широко распрострањено насиље припадника Црвене армије против цркве није отворено подржао Лењин, међутим у каснијим годинама високи совјетски званичници, укључујући Емилијана Јарославског, преузели су централну одговорност за ова убиства. Они су насиље оправдавали ревизијом историје и изјавом да се црква активно борила против њих.
Црква је изразила подршку покушају контрареволуционарног пуча генерала Корнилова, помагала побуне Керенског и Краснова и позвала вернике да се боре против нове власти, па чак и да проливају крв у борби против ње. Познат је апел патријарха Тихона  „Православном народу“ у коме је позвао да верници буду спремни чак и да се одрекну живота као мученици у настојању да сачувају своју веру („Боље је пролити своју крв и добити мученички венац, него да душмани скрнаве православну веру“, наводи се у Апелу
Црквени отпор, међутим, није био национално организован, и Тихон никада није дао свој благослов белим снагама. Патријарх је у ствари прогласио своју неутралност током грађанског рата и покушао да изда упутства Руској православној цркви о политичкој неутралности и повлачењу. Пропаганда је у то време тврдила да је то камуфлажа за стварну позицију цркве која је наводно била подршка повратку царизма.
Штавише, превара каснијих совјетских ревизија јасно се показује кроз чињеницу да ниједан од документованих аката бруталности против припадника свештенства од стране Црвених није укључивао било кога ко је заиста узео оружје са Белима, а само неколико случајева где је свештенство које је дало отворену подршку.

### Антирелигијска кампања 1921–1928
Десети конгрес КПСС одржан је 1921. године и донео је резолуцију која позива на „широку организацију, вођство и сарадњу на задатку антирелигијске агитације и пропаганде међу широким радничким масама, користећи масовне медије, филмове, књиге, предавања и друге уређаје .
Када су црквене вође захтевале слободу вероисповести према уставу, бољшевици су одговорили терором. Убили су кијевског митрополита и погубили двадесет осам епископа и 6.775 свештеника. Упркос масовним демонстрацијама подршке цркви, репресија је застрашила већину преживелих црквених вођа да се покоре.
У августу 1921. Пленарни састанак Централног комитета КПСС усвојио је упутство од 11 тачака о тумачењу и примени члана 13 . Оно је направило разлику између религиозних верника и необразованих верника, и омогућила им да буду чланови партије ако су одани комунизму, али да их треба преваспитати да би постали атеисти. Такође је позвао на умереност у антирелигијској кампањи и нагласио да се држава бори против свих вера, а не само појединачних (као што је православна црква) .
Јавне дебате су почеле да се гуше после 10. конгреса, све док нису формално обустављене 1929. и замењене јавним предавањима атеиста. В. С. Мартсинковски је ухапшен и послат у изгнанство 1922. године због његовог проповедања које је привлачило људе вери и реккли су да може да се врати за неколико година када радници постану мудрији (у ствари, никада му није било дозвољено да се врати).
Црква је наводно покушала да успостави слободне тео-филозофске академије, студијске кругове и периодику двадесетих година 20. века, на шта је Лењин изашао у сусрет хапшењем и протеривањем свих организатора у иностранству и силом угасивши те напоре.
Упркос инструкцији из августа 1921. године, држава је заузела веома тврд став против православне цркве под изговором да је она наслеђе царске прошлости. Лав Троцки је тражио да патријарх Тихон буде убијен, али је Лењин то забранио из страха да би то произвело још једног патријарха Хермогена.>
Да би ослабила Православну Цркву, држава је подржала раскол под називом Обновитељство, дајући му правно признање 1922. године и настављајући да терорише православне и лишава их легалних средстава за постојање. Патријарх Тихон је ухапшен 1922. године у то у сумњивом кривичном процесу, а његову канцеларију су преузели обновитељи. Обновитељи су вратили на власт Свети синод и донели поделу међу свештенством и верницима.
1922. у Русији је завладала глад. Фабрички и административни радници су 1921. предложили да се црквено богатство искористи за ублажавање глади. Ове предлоге су подржали и поједини духовници. У августу 1921. године, патријарх Тихон је упутио поруку руском народу позивајући га да помогне жртвама глади и дао је свој благослов за добровољне донације црквених драгоцености које нису директно коришћене у литургијским службама. Сверуски централни извршни комитет РСФСР је 26. фебруара 1922. године издао декрет да се све црквене вредности експропришу као одговор на захтеве народа, а поступак који се према 73. апостолском канону Православне цркве сматра светогрђем. Због тога су се Тихон и многи свештеници противили давању било каквог дела драгоцености, сумњајући да ће драгоцености отићи у помоћ гладнима. Тихон је претио репресијама против оних духовника и мирјана који су желели да издају црквене предмете.
Према уредби, део златних и сребрних предмета требало је да се одузме од имовине коју је држава ставила на располагање верницима без накнаде. Предмете од племенитих метала требало је одвозити са опрезом, а свештенослужитеље је требало унапред обавестити о поступку и датумима одузимања. Предвиђено је да процес експропријације не сме да омета јавно богослужење нити да повреди интересе верника.
Извештаји совјетске полиције из 1922. године тврде да је сељаштво (а посебно жене) сматрало Тихона за мученика након његовог хапшења због његовог наводног отпора и да је „прогресивно“ свештенство издало веру; такође су кружиле гласине да Јевреји управљају совјетском врховном црквеном управом, и из тог разлога Лењин је забранио Троцком да учествује у кампањи и спречио да се одређене кључне улоге дају људима јеврејског порекла.
Дошло је до крвавог инцидента у граду званом Шуиа. Лењин је писао да су им непријатељи безумно пружили велику прилику овом акцијом, јер је веровао да сељачке масе неће подржати црквено власништво над њеним драгоценостима због глади и да се отпор који је црква пружала може наићи на одмазду против свештенства. Ото фон Радовик, саветник у немачкој амбасади у Москви, забележио је да је кампања била намерна провокација да се свештенство наведе да реагује како би га напали као одговор.
Лењин је истакао да се читава тема црквене вредне кампање може искористити као изговор у очима јавности за напад на цркву и убијање свештенства.
Шести сектор ОГПУ, који је предводио Јевгениј Тучков, почео је агресивно да хапси и погубљује епископе, свештенике и побожне вернике, као што је био митрополит Венијамин у Петрограду 1922. године због одбијања да пристане на захтев да преда црквене драгоцености. Архиепископ пермски Андроник, који је радио као мисионар у Јапану, стрељан је пошто је био приморан да копа себи гроб. Епископ тоболски Гермоген, који је добровољно отпратио цара у изгнанство, био је везан за точак пароброда и посечен ротирајућим сечивима.
Године 1922. на Соловчким острвима у Белом мору је основан Соловчки логор посебне намене, први руски концентрациони логор и некадашњи православни манастир . У годинама 1917–1935 ухапшено је 130.000 руских православних свештеника; 95.000 је погубљено, стрељано. Отац Павле Флоренски, прогнан 1928. године и погубљен 1937. године, био је један од новомученика овог периода.
У првих пет година након бољшевичке револуције, енглески новинар је проценио да је погубљено 28 епископа и 1.215 свештеника. Недавно објављени докази показују да је преко 8.000 убијено 1922. током сукоба око црквених драгоцености .
Специјализоване антирелигијске публикације почеле су да се издају 1922. године, укључујући Безбожник Јемељана Јарославског, који је касније био основа за Лигу милитантних безбожника (ЛМГ).
Завршетком кампање одузимања црквених драгоцености, терористички поход на цркву је на неко време прекинут. Затварање цркава је на одређено време окончано и злоупотребе су истражене. Пропагандни рат се наставио, а јавне институције су радиле на уклањању верских погледа од интелектуалаца и академске заједнице .
Стара марксистичка претпоставка да ће религија нестати сама од себе са променом материјалних услова била је прагматично оспорена како је религија опстајала. Совјетско руководство је расправљало о томе како се најбоље борити против религије. Ставови су се кретали од 'десничарског' веровања да ће религија сама од себе умријети са повећањем образовања и 'левичарског' веровања да религију треба снажно нападати. Лењин је борбу за ширење атеизма назвао 'узроком наше државе'.
Влада је имала потешкоћа у покушају да спроведе антирелигиозно образовање у школама, због недостатка наставника атеиста. Антирелигијско образовање почело је у средњим школама 1925. године.
Држава је променила став према обновиоцима и почела их све више да доживљава као независну претњу крајем 1920-их због њиховог великог успеха у привлачењу људи вери. Тихон је умро 1925. године и Совјети су забранили одржавање патријарашких избора. Патријаршки администратор митрополит Сергије (Страгородски, 1887–1944) издао је декларацију 1927. године, прихватајући совјетску власт над црквом као легитимну, обећавајући сарадњу цркве са владом и осуђујући политичко неслагање унутар цркве .
То је учинио да би обезбедио опстанак цркве. Митрополит Сергије је формално изразио своју „лојалност“ совјетској влади и након тога се уздржао од критике државе на било који начин. Овакав став лојалности је, међутим, изазвао још више подела у самој цркви: унутар Русије, један број верника се успротивио Сергију, а у иностранству су руски митрополити Америке и западне Европе прекинули односе са Москвом.
Тиме је себи дао власт коју, будући да је био намесник утамниченог митрополита Петра и поступајући против његове воље, није имао право да претпостави према 30. апостолском канону, што је довело до разлаза и формирања Руском православном заграничном црквом у иностранству и Руске Истински Православне Цркве (Руске Катакомбне Цркве) у оквиру Совјетског Савеза, пошто су остали верни Канонима Апостолским, проглашавајући део цркве на челу са митрополитом Сергијем расколом, касније названим сергијанизам.
Због овог канонског неслагања спорно је која је црква била легитимни наследник Руске православне цркве која је постојала пре 1925.
Држава је 1927. покушала да поправи раскол тако што је обновиоце вратила у православну цркву, делом да би се прва могла боље контролисати преко агената које су имали у другој.
Комсомол, а касније ЛМГ покушали су да спроведу резолуцију 10. конгреса разним нападима, парадама, позоришним представама, часописима, брошурама и филмовима. Комсомол би одржао грубе богохулне 'комсомолске Божиће' и 'комсомолске Ускрсе' на челу са хулиганима обученим као православно свештенство. Поворке би укључивале паљење икона, верских књига, ругачких слика Христа, Богородице итд. Пропагандна кампања је, међутим, пропала и многи су остали при својим верским убеђењима. Црква је одржавала своје јавне догађаје са одређеним успехом, и добро се носила са антирелигијском пропагандом током ових година.

### Антирелигијска кампања 1928–1941
Православна црква је ужасно страдала 1930-их година, а многи њени чланови су убијени или послани у радне логоре. Између 1927. и 1940. године, број православних цркава у Руској Републици пао је са 29.584 на мање од 500. Преломна година била је 1929, када је совјетска политика донела сет нових закона који су представљали основу за оштре антирелигијске прогоне у Русији 1930-их.
Антирелигијско образовање је уведено од првог разреда 1928. године и интензивиран је антирелигијски рад у целом образовном систему. Истовремено, да би уклонила црквене интелектуалце и подржала званичну пропаганду да само заостали људи верују у Бога, влада је спровела масовну чистку хришћанских интелектуалаца, од којих је већина умрла у логорима или затвору .
Успешно ношење цркве са текућом и широко распрострањеном атеистичком пропагандом, подстакло је да се 1929. године донесу нови закони о „верским удружењима“, као и амандмани на устав, који забрањују све облике јавне, друштвене, комуналне, образовне, издавачке или мисионарске делатности за вернике. То је такође спречило, наравно, цркву да штампа било какав материјал за јавну потрошњу или да одговори на критике на његов рачун. Због тога су многи верски трактати били циркулисани као илегална литература или самиздат. Уведене су бројне друге мере које су биле осмишљене да осакате цркву, и ефективно су учиниле незаконитим да се верске активности било које врсте ван литургијских служби унутар зидова неколико цркава које би остале отворене, чак и ове биле подложне великом мешању и узнемиравању. Часови катихизиса, верске школе, студијске групе, недељне школе и верске публикације су биле нелегалне и/или забрањене.
Лига милитантних безбожника, под Јемељаном Јарославским, била је главни инструмент антирелигијске кампање и добила је посебна овлашћења која су јој омогућавала да диктира јавним институцијама широм земље шта треба да ураде за кампању.
После 1929. и током 1930-их, затварање цркава, масовна хапшења свештенства и верски активних лаика, као и прогон људи због одласка у цркву достигли су невиђене размере. ЛМГ је користио тактику терора против верника како би унапредио кампању, користећи маску заштите државе или кривичног гоњења прекршилаца закона. Свештенство је нападнуто као страни шпијуни, а суђења епископима су вођена са њиховим свештенством, као и лаицима који су пријављени као „субверзивне терористичке банде“ које су разоткривене. Званична пропаганда у то време позивала је на протеривање самог концепта Бога из Совјетског Савеза . Ови прогони су имали за циљ да помогну циљу елиминације религије. Од 1932. до 1937. Јосиф Стаљин је прогласио 'петогодишње планове атеизма' и ЛМГ је био задужен да потпуно елиминише свако верско изражавање у земљи. Многе од ових истих метода и тактика терора наметнуте су и другима које је режим сматрао својим идеолошким непријатељима.
Затишје у активном прогону доживјело је 1930-33. након Стаљиновог чланка из 1930. „Вртоглавица од успјеха“.
Године 1934. прогон обновитељске секте почео је да достиже размере прогона старе православне цркве .
Током чистки 1937. и 1938. године, црквени документи бележе да је ухапшено 168.300 руског православног свештенства. Од тога је стрељано 106.300. Много хиљада жртава прогона постало је признато у посебном канону светих познатих као „новомученици и исповедници Русије“.
Пад ентузијазма у кампањи десио се касних 1930-их. Тон антирелигијске кампање се променио и постао умеренији. Завршена је избијањем Другог светског рата.
Званични совјетски подаци известили су да је до 1937. године до једне трећине градског и две трећине сеоског становништва још увек имало верска уверења. Међутим, антирелигијска кампања у протеклој деценији и терористичка тактика милитантног атеистичког режима, ефикасно су елиминисали све јавне вероисповести и заједничка окупљања верника ван зидина малобројних цркава у којима су се још одржавала богослужења. То је постигнуто у земљи која је само неколико деценија раније имала дубоко хришћански јавни живот и културу која се развијала скоро хиљаду година.

### Приближавање Другог светског рата
СССР је анектирао нове територије, укључујући источну Пољску, балтичке републике и део Финске 1939–1940. Антирелигијски рад на овим територијама био је слаб у поређењу са остатком земље, која је у целини доживела пад прогона након анексија. Редовна седмодневна радна недеља враћена је 1940. године.
Хитлер је напао Совјетски Савез у јуну 1941, а многе цркве су поново отворене под немачком окупацијом. Стаљин је окончао антирелигијску кампању како би окупио земљу и спречио велику базу нацистичке подршке, која је постојала у неким областима у раним фазама инвазије. У септембру 1941. године, три месеца након напада нациста, угашене су последње антирелигијске публикације, званично због несташице папира. Цркве су поново отворене у Совјетском Савезу, а Лига милитантних безбожника је распуштена . Емелијан Јарославски, вођа и оснивач ЛМГ, који је предводио целу националну антирелигијску кампању 1930-их, нашао се да пише чланак у част православног хришћанина Фјодора Достојевског због његове наводне мржње према Немцима .
Немачке снаге, иако су дозвољавале много већу верску толеранцију, покушавале су да прекину лојалност православне цркве патријарху у Москви током окупације, понекад и претњама. Украјински бандеристички националистички партизани убили су известан број свештенства под окупацијом који је задржао лојалност патријарху. Немци, дозвољавајући поновно отварање цркава и верског живота у окупираној области, нису дозволили да се богословије поново отворе због окупационог циља укидања образовања за словенске народе, које би било сведено на прве две основне школе.
Јосиф Стаљин је оживео Руску православну цркву како би појачао патриотску подршку ратним напорима и представио Русију као браниоца хришћанске цивилизације, јер је видео да црква има способност да подиже народ на начин на који партија није могла и зато што је желео западни помоћ. 4. септембра 1943. митрополите Сергија (Страгородског), Алексија (Симанског) и Николаја (Јарушевича) званично је примио совјетски лидер Јосиф Стаљин који је предложио обнову Московске патријаршије. Добили су дозволу да 8. септембра 1943. сазову сабор који је изабрао Сергија за патријарха московског и целе Русије . Црква је поново била присутна у јавности и донела мере које су потврдиле своју хијерархијску структуру која је била у потпуној супротности са законима из 1929. године, па чак и са Лењиновом декретом из 1918. године. Званични закон, међутим, никада није повучен, што указује на то да власти нису сматрале да ће ова толеранција постати трајна. То неки сматрају кршењем 30. апостолског канона, јер ниједан црквени јерарх не може бити посвећен од стране световних власти. Изабран је нови патријарх, отворене су богословске школе, почеле су да раде хиљаде цркава. Поново је отворена Богословија Московске богословске академије, која је била затворена од 1918. године.
Многи преживели свештеници могли су да се врате из логора или затвора, иако је значајан број (посебно оних који нису признавали Сергијеву заклетву лојалности из 1927) остао и није им било дозвољено да се врате осим ако се не одрекну свог положаја. Неки клирици који нису признали завет из 1927, попут епископа Афанасија (Сахарова), признали су валидност нових избора и чак су охрабривали и оне у подземној цркви да то учине, али им упркос томе није било дозвољено да се врате из изгнанства.
Митрополит Јосиф (Чернов) (1893–1975), епископ таганрошки пре рата, провео је девет година у совјетским затворима и логорима до тренутка када су Немци окупирали град. Искористио је прилику окупације да веома активно оживи црквени живот и претрпео је претње од нациста јер је остао лојалан патријарху у Москви. Након повлачења нациста, осуђен је на једанаест година тешког рада у источном Сибиру због оживљавања црквеног живота. Ослобођен је 1955. године. Архиепископ полтавски Венијамин (1900–1976) живео је на територији која је припадала Пољској од 1921. до 1939. За епископа је посвећен 1941. непосредно пред инвазију, а претрпео је известан притисак окупаторских снага да прекине односе са Московским патријархом, али се опирао. Након повлачења Немаца ухапшен је и дванаест година затворен у логорима на Колима, од чега се никада физички није опоравио.
Ова масовна хапшења одјекнула су на територијама које нису ни Немци окупирали. На пример, априла 1946. у Москви је уследио талас хапшења свештенства који је припадао групи епископа Атанасија који се вратио у званичну цркву; осуђени су на дуге принудне радове. Многи лаици су такође били ухапшени и затворени, укључујући религиозног филозофа С Фудела; већина њих је већ била у затвору и мало њих ће видети слободу све док Стаљин не умре. Духовни отац групе, отац Серафим (Батиуков), умро је 1942. године, али је његово тело ископано и одложено на друго место како би се спречило ходочашће на његов гроб људи који су веровали да је светац.

### Послератно доба
Између 1945. и 1959. године званична организација цркве је знатно проширена, иако су поједини чланови свештенства повремено хапшени и прогнани. Број отворених цркава достигао је 25.000. До 1957. године око 22.000 руских православних цркава је постало активно. Али 1959. Никита Хрушчов је покренуо сопствену кампању против Руске православне цркве и присилио да се затвори око 12.000 цркава. До 1985. године, мање од 7.000 цркава је остало активно.
Како је Црвена армија прогресивно почела да потискује немачке војнике из Русије и победа је постајала извеснија, антирелигијска пропаганда је почела да оживљава. Централни комитет је 1944. и 45. донео нове резолуције које су позивале на обнову антирелигијске пропаганде. До краја Стаљиновог живота, међутим, пропаганда је била углавном ограничена на речи и њена главна мета била је против Ватикана. Са изградњом „гвоздене завесе“ у земљама са великим бројем римокатолика, ова политика је делимично имала за циљ да изолује комунистичке земље од утицаја Ватикана. Карикатуре Пија XII и других бискупа Римокатоличке цркве приказивале су их као ратне хушкаче и присталице полицијске бруталности. Ова пропаганда је била праћена ликвидацијом унијатских цркава (католичких цркава источног обреда) у Украјини, Чехословачкој, Пољској и Румунији које су насилно спојене са православном црквом. Дали су им могућност да постану католици западног обреда, али је одсуство функционалних цркава у том обреду осим у великим градовима и посвећеност византијском ритуалу спречило многе у томе; многи који су се опирали званичној мери били су затворени. Лутеранска црква на балтичким територијама, заједно са Римокатоличком црквом, биле су подложне нападима због онога што је држава доживљавала као лојалност страним утицајима — посебно су лутерани окривљени због отворене подршке немачком освајању.
Украјинска гркокатоличка црква и њено свештенство постали су једна од жртава совјетских власти непосредно после рата. Совјетске власти су 1945. ухапсиле, депортовале и осудиле на логоре принудног рада у Сибиру и другде црквеног митрополита Јосифа Слипија и девет епископа, као и стотине свештенства и водећих лаичких активиста. Иако је била ограничена у остатку земље, православна црква је подстицана да се шири у западној Украјини како би одузела вернике од украјинских католика .
Сви поменути епископи и значајан део свештенства умрли су у затворима, концентрационим логорима, унутрашњем прогонству или убрзо након пуштања на слободу у време постстаљиновског отопљења. Изузетак је био митрополит Јосиф Слипиј који је, после 18 година затвора и прогона, пуштен на слободу захваљујући интервенцији папе Јована XXIII, стигао у Рим, где је добио титулу главног архиепископа Лавовског, а постао кардинал 1965. године. Сви манастири источног обреда су затворени до 1953. године..
Православни верници су морали да се боре како би задржали цркве које су поново отворене током рата, а неке од њих је затворио Савет за послове православне цркве, који је такође покушао да спречи епископе да примењују дисциплинске мере против црквених чланова због неморала.
Локални опуномоћеници Савета за послове православне цркве уложили су много труда да свештенству отежају заштиту новоотворених цркава. На пример, 1949. године затворене су три од педесет пет цркава у епархији Кримској, делимично можда и као мера да се умањи престиж и достигнућа мученика владике Луке. Како би се помогло новим затварањима, уведена је нова мера која је дозвољавала затварање цркава ако их шест месеци није опслуживао свештеник. Ова нова мера, заједно са послератним недостатком свештенства изазваним режимом. како кроз ликвидацију или хапшење свештенства од стране државе, тако и кроз недостатак поновног отварања богословија, омогућила је затварање многих цркава.
Протестанти су такође видели више толеранције у послератном периоду. Међутим, на баптисте се гледало са великом сумњом због њиховог активног прозелитизма и јаких спољних веза, посебно са Сједињеним Државама.
Пореске олакшице за манастире уведене су 29. августа 1945. године.
Међутим, Стаљинова нова толеранција према религији била је ограничена, а држава није толерисала свештенике који су активно промовисали ширење религије, као што су Сахарови. На пример, 1945. године епископ Мануил је постављен за поглавара Оренбуршке епархије на јужном Уралу где је поново отворио десетине нових парохија, поново запалио ватру вере у многим млаким људима и покренуо верски препород у овој области. Због тога је 1947. године ухапшен и осуђен на осам година принудног рада. Димитри Дудко је ухапшен због необјављених религиозних песама, а неславно је ухапшена и група студената Московског универзитета која је основала религиозно-филозофску студијску групу крајем 1940-их. Последњу групу је 1946-1947 основао Илиа Шмаин, младић од 16 до 17 година и студент филологије. Шмаин је закључио да је материјалистичка филозофија неадекватна да објасни фундаментална егзистенцијална питања и основао је свој клуб где је група расправљала о уметности, филозофији и религији. Разговарали су и о источним религијама и о хришћанству. Планирали су да се крсте када су ухапшени 19. јануара 1949. и потом осуђени на 8-10 година тешког рада под оптужбом да су критиковали учења марксистичко-лењинизма. Богословија у Саратову је угашена 1949. године.
Административни декрети и политички чланови кривичног закона наставили су да се користе као маске под којима се одвијао антирелигијски прогон. Нападнути су верски активни и посвећени верници који су покушавали да шире своју веру.
Било је мало физичких напада на цркву до краја Стаљиновог живота, међутим, прогон је ескалирао 1947. године када је поново проглашено да је чланство у Комсомолу или држање учитељске позиције неспојиво са верским уверењима. У новинама је обновљена антирелигијска пропаганда, али са много мањом снагом као раније. Често би се пропаганда уздржавала од посебног помињања религије и користила би неки еуфемизам за то.
Почевши од 1946. године, совјетска штампа је почела да критикује пасивне ставове према религији, посебно у омладинским организацијама као што су Комсомол и Пионири. Критиковао је јавне школе у којима је захтевао поновно активирање антирелигијске пропаганде на свим нивоима.
Године 1947. основано је Свесавезно друштво за ширење политичког и научног знања, скраћено Знание (Знање), које је практично наследило улогу коју је ЛМГ оставио као антирелигијски пропагандни орган. Међутим, то је била много научнија институција од ЛМГ и била је веома разнолика тако да су јој се могли придружити чак и верници. Године 1949. тврдила је да има 40.200 редовних и придружених чланова. Централни комитет КПСС критиковао је организацију 1949. јер није имала довољно чланства, укључујући посебно научно чланство, није обраћала довољно пажње на атеистичку пропаганду и што је показала недовољну бригу за идеолошки садржај у својим предавањима. Комитет је тражио да се трансформише у масовну добровољну организацију совјетске интелигенције, позвао је да има више идеолошких садржаја у својим предавањима и да сва предавања буду предати на одобрење пре испоруке.
Године 1950. тврдила је да има 243.000 редовних и придружених чланова са 1800 институционалних чланова. На крају ће се до 1972. године попети на 2.470.000 чланова, укључујући 1.700 чланова Уније и републиканских академика наука и 107.000 професора и доктора наука; водила би 'Куће научног атеизма' у совјетским градовима.
Академија наука СССР-а објавила је свој први послератни атеистички часопис 1950. године, али је други издао тек 1954. године.
Централни комитет КПСС је 7. јула 1954. приметио да су православна црква и друге хришћанске цркве својим проповедима и јавним активностима успешно привлачиле многе младе људе, а све више људи долази у верске службе. Одбор је стога позвао јавне институције да интензивирају антирелигијску пропаганду. Такође је позвао да сви школски предмети буду допуњени атеизмом и да треба побољшати антирелигиозно образовање. Комитет је 10. новембра 1954. донео супротну резолуцију у којој се критикује самовоља у антирелигијској кампањи, као и употреба клевета, клевета и увреда на рачун верника.
Јавне институције, као одговор на резолуцију из јула 1954. године, почеће да производе више антирелигијске пропаганде у наредним годинама. Академија наука је 1957. објавила Годишњак Музеја историје религије и атеизма, а Знание ће 1959. почети да производи месечни часопис под називом Наука и религииа (Наука и религија), који би донекле подсећао на предратни Безбожник. Порастао је са 100.000 примерака по издању на 400.000 до раних 1980-их, а затим је опао на 340.000-350.000.
Школски систем би такође почео да унапређује атеистичке материјале у свом наставном плану и програму. На пример, у једном објављеном уџбенику писало је: „Религија је фантастичан и изопачен одраз света у човековој свести... Религија је постала медиј за духовно поробљавање маса.
Период у годинама које су уследиле убрзо након 1954. карактерисао је много либерализма према религиозним веровањима, али то ће се завршити касних 1950-их. У том периоду црква је подигнута и број крштених, као и кандидата за богословију је порастао.

### Наставак антирелигијске кампање
Нови период прогона почео је крајем 1950-их под Никитим Хрушчовим Црква је знатно унапредила свој положај од 1941. године и влада је сматрала да је неопходно предузети мере као одговор.
Две државне организације за надзор вере у земљи (једна за православне, друга за све остале) промениле су своје функције између 1957. и 1964. Првобитно их је Стаљин створио 1943. године као тела за везу између верских заједница и државе, међутим, у Хрушчовљевим годинама њихова функција је поново протумачена као диктаторски надзор над верским активностима у земљи.
Нове инструкције које су издате 1958. године напале су положај манастира, стављајући их под високе порезе, одузимају им земљу и раде на њиховом гашењу како би ослабили цркву.
Од 1959. до 1964. године прогон је деловао на неколико кључних нивоа:
- Дошло је до масовног затварања цркава (смањење броја са 22.000 на 7.000 до 1965. године.[11]
- Затварање манастира и манастира, као и јачање закона из 1929. за забрану ходочашћа
- Затварање већине још постојећих богословија и забрана пастирских курсева
- Забрана свих служби ван црквених зидова и снимање личних идентитета свих одраслих који траже црквено крштење, венчање или сахрану [35].

Неиспуњавање ових прописа од стране свештенства довело би до забране државне регистрације за њих, што је значило да више не могу да обављају никакав пастирски рад или литургију, без посебне државне дозволе.
Одузимање родитељског права за поучавање веронауке својој деци, забрана присуства деце на богослужењима и служење Евхаристије деци старијој од четири године.
Принудно пензионисање, хапшења и затворске казне за свештенослужитеље који су критиковали атеизам или антирелигијску кампању, који су водили хришћанска милосрђа или су личним примером учинили религију популарном.
Такође је забрањено звоњење црквених звона и богослужења током дана у неким руралним срединама од маја до краја октобра под изговором захтева за рад на терену.
Влада је усвојила многе методе стварања ситуација које су дозвољавале да цркве или богословије буду легално затворене (нпр. одбијање да се дају дозволе за поправку изградње, а затим затварање цркава на основу тога што нису безбедне).
Антирелигијско образовање и антирелигијска пропаганда су појачани и побољшани. Стаљиново наслеђе толерисања цркве после 1941. критиковано је као раскид са Лењином.
Централни комитет је 1960. вратио 'индивидуални рад' међу вернике, што је био концепт коришћен 1930-их.

### 1964–1970
После Хрушчовљевог пада, совјетски писци су почели опрезно да доводе у питање ефикасност његове антирелигијске кампање. Дошли су до општег закључка да није успела у ширењу атеизма, и да је само антагонизирала вернике и гурнула их у илегалу, где су били опаснији за државу. Такође је изазвало симпатије многих неверника и равнодушних људи. Масовни прогони су престали након Хрушчова, иако је неколико затворених цркава било поново отворено, а оно мало оних које јесу одговарало је онима које су затвориле локалне власти.
Убрзо су престале да излазе две главне антирелигијске серије, Годишњак Музеја историје религије и атеизма и Проблеми историје религије и атеизма. Ово је можда одражавало негативне ставове према таквим сумњивим научним публикацијама међу правим научницима који су били део институција које су произвеле ове документе.
Централни комитет КПСС је 10. новембра 1964. донео резолуцију у којој је поново потврдио претходна упутства да су радње које вређају вернике или врше административно мешање у цркву неприхватљиве.
Принцип прогона религије у циљу ширења атеизма није нестао, чак и пошто је методологија измењена након Хрушчова. Многа тајна, незванична упутства за сузбијање Цркве претворена су у званичне законе током Брежњевљеве доктрине, чиме су правно легитимисани многи аспекти прогона.
Један од првих знакова промене политике били су чланци у званичној штампи који су извештавали да постоје милиони верника који подржавају комунизам, укључујући посебно левичарске верске покрете у западном и трећем свету као теологија ослобођења у Латинској Америци.
Академији друштвених наука ЦК КПСС дата је функција издавања главних студија о религији и атеизму, што је раније радила Академија наука. Нова публикација, 'Проблеми научног атеизма', дошла је да замени 'Проблеме историје и атеизма' 1966. Нова публикација је била мање научна од претходне и садржавала је интелектуално грубљу критику религије.
1965. два већа за верска питања у земљи спојена су у Савет за верска питања (ЦРА). Ово ново тело добило је званично законодавство које му је дало диктаторска овлашћења над администрацијом верских тела у земљи. Неколико година касније, В. Фуров, заменик шефа ЦРА, написао је у извештају Централном комитету КПСС: „Синод је под надзором ЦРА. Питање избора и расподјеле њених сталних чланова у потпуности је у рукама РАК-а, а кандидатуре ротирајућих чланова су такођер унапријед координиране са одговорним службеницима ЦРА. Патријарх Пимен и стални чланови Синода израђују дневне извештаје свих синодских седница у канцеларијама ЦРА... и координирају [са нама] коначне 'Одлуке Светог Синода'.
Држава није дозволила поновно отварање богословија све до краја 1980-их, међутим, пристала је да дозволи проширење три богословије и две дипломске академије у земљи које нису затворене.
Обим антирелигијске пропаганде, у предавањима, књигама, штампи, чланцима итд., генерално се смањио након 1964. године. Међутим, тираж штампаних дела ће превазићи оно што је био под Хрушчовом. У антирелигијској пропаганди, дакле, није било затишја, иако су се у тадашњим партијским документима користили мање директним језиком у критици религије.
Снижен је тон антирелигијске пропаганде и постао је мање окрутан као претходних година. Ово је изазвало одређене критике од стране Правде, која је у уводнику писала о растућој равнодушности према антирелигијској борби. Знание је критиковано због смањења обима антирелигијских предавања.
Комсомол је био критикован у интерном комсомолу и у партијским документима 1970-их и 1980-их због опуштености у антирелигиозном раду међу омладином. Резолуцијом 15. комсомолског конгреса 1966. године решено је да се у оквиру обнове идеологије и атеизма међу совјетском омладином створе посебне републичке и окружне комсомолске школе, по узору на партијске школе.
У децембру 1971. основано је „Филозофско друштво СССР-а“ са циљем „неуморне атеистичке пропаганде научног материјализма и... борбе против ревизионистичких толерантних тенденција према религији, против свих уступака. Ово је уследило из резолуције Централног комитета КПСС из 1967. године. Док су свештеници који су прекршили закон могли бити кажњени, секуларним властима које су прекршиле Закон о верским заједницама никада није изречена законска казна.
Упркос опадању директног прогона, совјетски медији су у пост-Хрушчовљевим годинама извештавали да су верски обреди (нпр. венчања, крштења и сахране) у опадању, као и стварни број људи који практикују религију. Ово је представљено као природан процес, а не као резултат терора, узнемиравања, претњи или физичког затварања, као што је карактерисало претходни антирелигијски рад. Научници су довели у питање квалитет студија које су откриле ове бројке, укључујући имплицитно чак и совјетске научнике.
Совјетски медији су покушали да популаризују КВАТ клубове (клубове милитантног атеизма), али нису успели нигде осим у Летонији. Слични клубови су постигли успех у западној Украјини.

### Обнављање прогона 1970-их
Агресивнији период антирелигијског прогона почео је средином 1970-их, након амандмана на антирелигијско законодавство из 1929. и 25. партијског конгреса из 1975. године. То је резултат растуће узбуне због равнодушности, посебно међу младима, према антирелигијској борби, као и све већег утицаја Цркве.
Појачана је антирелигијска пропаганда. У исто време, антирелигијска пропаганда све више прави разлику између наводне лојалне већине верника и државних непријатеља који су окупирали рубове религије. Свештеници и епископи који се нису у потпуности потчинили држави и/или који су се бавили верском делатношћу ван рутинског обављања верских обреда, сматрани су државним непријатељима. Епископи који су критиковани због 'високе верске активности' премештани су широм земље. Веће за верска питања тврдило је да је преузело контролу над Патријаршијским синодом, који је био приморан да координира своје сједнице и одлуке са ЦРА.
Црквена хијерархија није могла имати дисциплинска овлашћења. Док је држава дозвољавала слободу проповеди и проповеди, та слобода је била ограничена тако што су оне могле бити само „искључиво верског карактера“ (у пракси је то значило да свештеници који су проповедали против атеизма и државне идеологије нису били заштићени).
Људи који су били више образовани или који су заузимали важније положаје били су подвргнути оштријем малтретирању и кажњавању од оних који су били необразовани. Религиозни омладинци на факултетима су понекад могли бити послани у психијатријске болнице уз образложење да би само особа са психичким поремећајем и даље била религиозна након што је прошла читаво антирелигиозно образовање.
Године 1975. ЦРА је добила званичну улогу законског надзора над државом (прије тога је имала незваничну контролу). Свака парохија је стављена на располагање ЦРА, која је једина имала овлашћење да одобри регистрацију. РАК је могао произвољно одлучивати о регистрацији вјерских заједница и дозволити им да врше богослужење или не. Ова политика је била праћена застрашивањем, уценама и претњама свештенству, а у целини је имала за циљ деморалисање Цркве.
Власти су понекад тумачиле совјетски устав из 1977. године као да садржи захтев да родитељи одгајају своју децу као атеисте. Законски је било могуће лишити родитеље своје деце ако их не одгајају као атеисте, али су се та законска ограничења примењивала само селективно када су власти то одлучиле.
Дорађена је методологија антирелигијске пропаганде и критиковане су старе методе, а учесници су критиковани због млакости. Централни комитет КПСС је 1979. године донео важну резолуцију која је позвала на снажнију антирелигиозну пропаганду.
Постојале су гласине касних 1970-их да је Писаров урадио свеобухватну научну студију која је очигледно била у супротности са званичним подацима о људима који напуштају религију, али никада није објављена из тог разлога.
КЗ је 1983. године донео још једну резолуцију којом се обећава да ће идеолошки рад против вере бити главни приоритет партијских комитета на свим нивоима.
Црква и држава водиле су пропагандну битку око улоге Цркве у историји Русије у годинама које су претходиле 1000-годишњици обраћења Русије у хришћанство, која се обележава 1988.
До 1987. број постојећих цркава у Совјетском Савезу пао је на 6893, а број функционалних манастира на само 18.

### Продор совјетских тајних служби у цркве
Према архиви Митрохин и другим изворима, Московска патријаршија је основана по наређењу Стаљина 1943. године као фронтна организација НКВД-а, а касније и КГБ-а  . ЦПСУ и КГБ-а. Свештеници су коришћени као агенти утицаја у Светском савету цркава и организацијама као што су Светски савет цркава, Хришћанска мировна конференција и Друштво Родина („Материна“) које је основао КГБ 1975.
Будући руски патријарх Алексије II рекао је да је Родина створена да „одржава духовне везе са нашим сународницима“ као један од њених водећих организатора. Према архиви и другим изворима, Алексије је радио за КГБ као агент ДРОЗДОВ и добио је почасну награду од агенције за разне услуге . Свештеници су такође регрутовали обавештајне агенте у иностранству и шпијунирали руску дијаспору. Ову Митрохинову информацију поткрепљују други извори .
Постојале су гласине да је инфилтрација КГБ-а међу свештенство чак достигла тачку да су агенти КГБ-а слушали исповести .